# Control d'enllaç lògic
En telecomunicacions, el control d'enllaç lògic (en anglès, "Logical Link Control" o bé, LLC) defineix la forma en què les dades són transferides sobre el medi físic, proporcionant servei a les capes superiors.

## Definició
És la més alta de les dues sub-capes d'enllaç de dades definides per l'IEEE i la responsable del control d'enllaç lògic. La sub-capa LLC maneja el control d'errors, control del flux, entramat, control de diàleg i adreçament de la sub-capa MAC. El protocol LLC més generalitzat és IEEE 802.2, que inclou variants no orientat a connexió i orientades a connexió.

## Subcapa LLC
A la subcapa LLC s'inclouen dos aspectes ben diferenciats:

### Els protocols
- Els protocols LLC: Per a la comunicació entre entitats de la mateixa subcapa LLC, defineixen els procediments per a l'intercanvi de trames d'informació i de control entre qualsevol parell de punts d'accés al servei del nivell d'enllaç LSAP.

### Les interfícies
- Les interfícies: amb la sub-capa inferior MAC i amb la capa superior (de Xarxa).
  - Interfície LLC - MAC: Especifica els serveis que la subcapa de LLC requereix la sub-capa MAC, independentment de la topologia de la subxarxa i del tipus d'accés al medi.
  - Interfície LLC - Capa de Xarxa Model OSI: Especifica els serveis que l'Capa de Xarxa Model OSI s'obté de la Capa d'Enllaç Model OSI, independentment de la seva configuració.

## Serveis que la sub-capa LLC ofereix a la capa de Xarxa

### Servei en mode connexió (CONS, Connection Oriented Network Service)
És un servei que estableix una connexió entre les estacions de l'enllaç, i que garanteix el lliurament de les unitats de dades que flueixen a través d'aquesta connexió (servei fiable).
El servei de connexió li garanteix al receptor el lliurament en seqüència de les unitats de dades i la protecció contra pèrdues i duplicats. Amb aquesta finalitat disposa dels mecanismes necessaris per controlar el flux i corregir els errors.

### Servei no orientat a connexió (CLNS, Connection Less Network Service)
No estableix una connexió prèvia entre les estacions, pel que cada trama intercanviada
és independent de totes les altres (de les enviades abans i després). Cada trama és individualment autònoma i autosuficient davant el receptor.
És un servei que té utilitat quan l'establiment d'una connexió implica retards que són inacceptables per al funcionament del sistema (control distribuït).
El servei de trasllat sense connexió pot ser amb confirmació o sense.
En resum, les funcions d'aquesta subcapa són:
- Agrupar els bits a transmetre en forma de trames (emmarcar)
- S'ocupa dels errors de transmissió
- Regula el flux de les trames (control de flux)
- Administra la capa d'enllaços (gestió)
- Tradueix les trames de les xarxes heterogènies

I els Serveis que ofereix:
- Sense connexió i sense reconeixement
- Sense connexió i amb reconeixement
- Orientat a la connexió.